# کادرتزاته
کادرتزاته (به ایتالیایی: Cadrezzate) یک کومونه در ایتالیا است که در استان وارزه واقع شده‌است.

## خصوصیات
کادرتزاته ۵٫۰ کیلومترمربع مساحت و ۱٬۷۳۷ نفر جمعیت دارد.